# Paul Tossanus

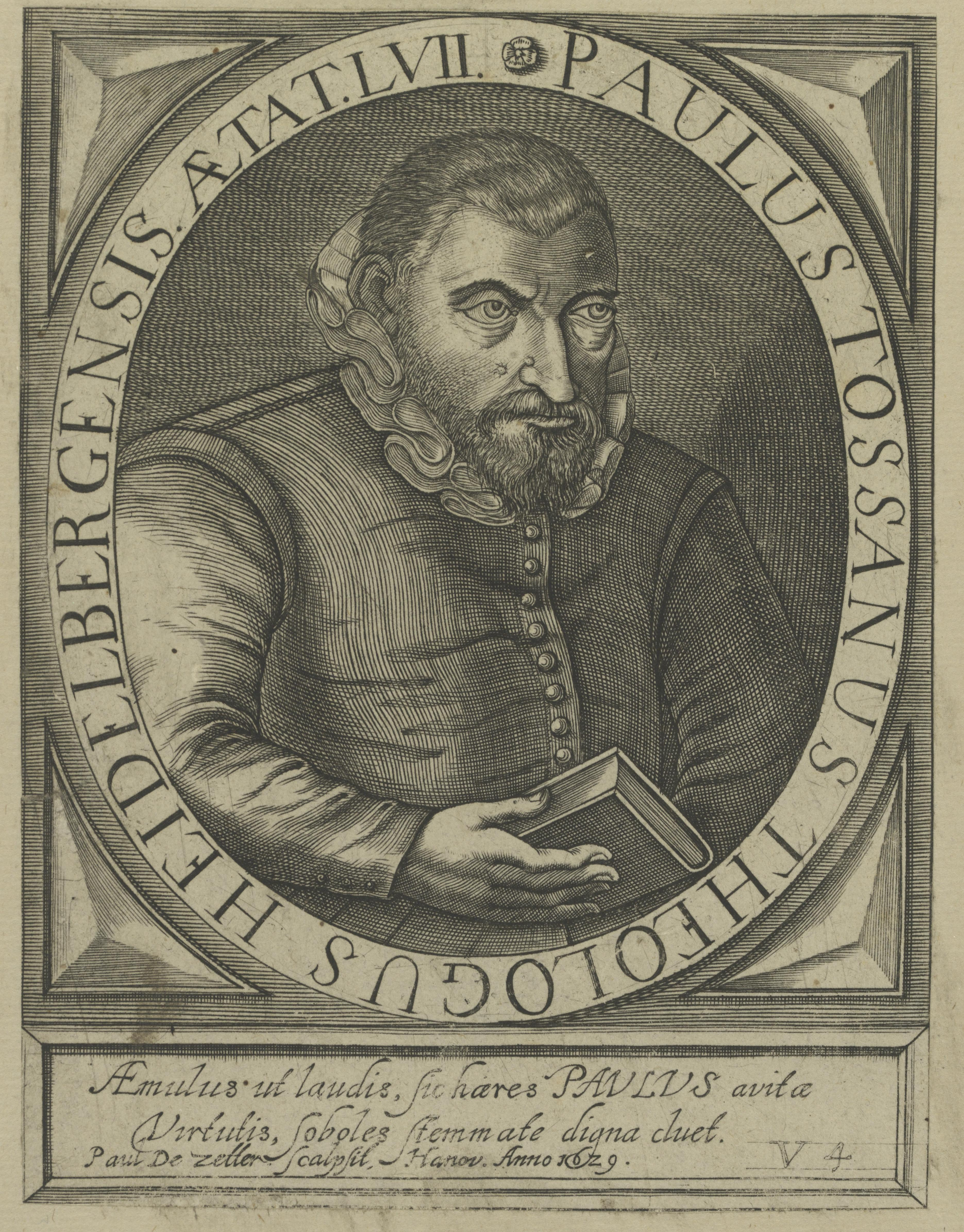
Paulus Tossanus, Stich von Paul de Zelter (1629)

Paul Tossanus (* 27. September 1572 in Montargis; † Juni 1634 in Heidelberg) war ein deutscher reformierter Theologe hugenottischer Abstammung.

## Leben
Paul Tossanus war ein Sohn von Daniel Tossanus dem Älteren und dessen Ehefrau Maria Couet du Vivier († 1587). Daniel Tossanus der Jüngere war sein Cousin.
Paul Tossanus studierte in Heidelberg, Altdorf, Genf und Leiden Theologie. Danach wurde er als Rektor zuerst nach Deventer und drei Jahre später nach Amsterdam berufen. Er machte eine Bildungsreise nach Oxford und Cambridge und wurde im März 1599 in Basel promoviert. Im Jahr 1600 wurde Tossanus Pastor in der wallonischen Gemeinde Frankenthal und acht Jahre später Pastor der Klosterkirche in Heidelberg. Zusammen mit Abraham Scultetus und Johann Heinrich Alting nahm Tossanus 1618 an der Synode der Reformierten in Dordrecht teil.
Seit 1613 war Tossanus auch Professor der Dogmatik in Heidelberg. Nach der Plünderung Heidelbergs durch Tilly im September 1622 floh er nach Hanau an die Hohe Landesschule. 1631 kehrte er nach Heidelberg zurück und war dort bis zu seinem Tode Mitglied des kurpfälzischen Kirchenrates.
Paul Tossanus machte sich um die Veröffentlichung des handschriftlichen Nachlasses seines Vaters verdient. Außerdem gab er 1617 ein Bibelwerk heraus, das Luthers Übersetzung kommentierte und an einigen Stellen korrigierte. Diese erschien mit kurpfälzischem Privileg in Heidelberg bei Jakob Lancellot.
Theodor Falkeisen plante 1659 eine Neuausgabe der sogenannten Tossanischen Bibel. Die Auflage der gedruckten Bibel war nach Tossanus’ Tod durch seine Erben an den Frankfurter Buchhändler Tambach verkauft worden und ging nach dessen Tod in den Besitz des Buchhändlers Schönwetter über, der Tambachs Witwe heiratete.

## Familie
Er heiratete am 10. November 1601 in Frankenthal Anna d’Orville (* 31. August 1574; † 26. August 1606), eine Tochter des Ferry d’Orville, aus Valencienne und der Anna Godin († 1609). Das Paar hatte eine Tochter:
- Anna (* 1604) ⚭ 16. August 1624  Pierre Fremaut († 1661)

Nach dem Tod seiner ersten Frau heiratete er am 31. August 1607 in Frankfurt am Main Esther Briselance, eine Tochter des Tuchhändlers Michael Briselance (Bruszlandt, Brussland) († 1619) und dessen Ehefrau Maria Salome († 1629). Das Paar hatte mehrere Kinder:
- Maria (* 1608; † 10. Mai 1676)⚭ 21. Februar 1639 Dietrich Erckenbrecht († Januar 1656), Amtmann zu Steinau an der Straße
- Esther (* 1611; † nach 1636)
- Elisabeth (* 3. März 1614 in Heidelberg; † 25. Februar 1691 in Kassel) ⚭ 16. Oktober 1643 Johannes Vultejus (1605–1684) Hessen-Kasselischer Kanzler
- Daniel (* 1616; † nach 1636)